# Ippodamante
Ippodamante è un giovane guerriero troiano nell'Iliade, citato nel ventesimo libro del poema.

## Mito

### Le origini
Ippodamante era l'auriga di Demoleonte. Questi era uno dei numerosi figli del vecchio troiano Antenore, amico del re Priamo. Omero tace invece il nome del padre di Ippodamante.

### La morte
Alla vista dell'uccisione del suo signore ad opera di Achille che rientrava in battaglia per vendicare la morte dell'amico Patroclo, Ippodamante venne preso dallo spavento, e, balzato a terra, cercò di mettersi in salvo confidando nell'agilità del suo fisico. Ma una lancia del nemico lo trafisse alla schiena. Il giovane emise l'anima mugolando come un toro.
 " Quindi Ippodamante, che giù dal carro balzava 

 fuggendogli avanti, colpì d'asta alla schiena;

 quello esalò la vita e mugghiò come il toro,

 tratto intorno a Poseidone Eliconio sovrano,

mugghia mentre lo tirano i giovani; ne gode Enosìctono.

Mugghiava così, e l'ossa lasciò l'animo nobile. " 
(Omero, Iliade, traduzione di Rosa Calzecchi Onesti)

## Interpretazione e realtà storica
Il significato del nome di questo personaggio risulta quanto mai appropriato: domatore di cavalli. Ma paradossalmente nella sua agonia egli viene paragonato a un toro sacrificato sull'altare. Il pathos raggiunge il culmine nella descrizione del giovane esalante l'ultimo respiro: Omero infatti tiene a sottolineare che Ippodamante era di grande bontà.

### Fonti
- Omero, Iliade, libro XX, vv.401-06.

### Traduzione delle fonti
- Rosa Calzecchi Onesti, Omero. Iliade, seconda edizione, Torino, Einaudi, 1990. ISBN 978-88-06-17694-5